# 泉州駅
泉州駅（せんしゅうえき）は中華人民共和国福建省泉州市豊沢区に位置する中国鉄路総公司(CR)南昌鉄路局が管轄する駅である。同駅は泉州中心部から北に位置している。かつて漳泉肖線に本駅と同名の泉州駅があったが、現在、泉州東駅に改称している。

## 所属路線
- 中国鉄路総公司(CR)
  - 福厦線

## 駅構造
- 単式ホーム1面、島式ホーム3面の地上駅であり、通過線3本を有する。
- 1番線から3番線は福廈線南行　廈門北、深圳北方面
- 4番線から7番線は福廈線北行　福州南、上海虹橋方面

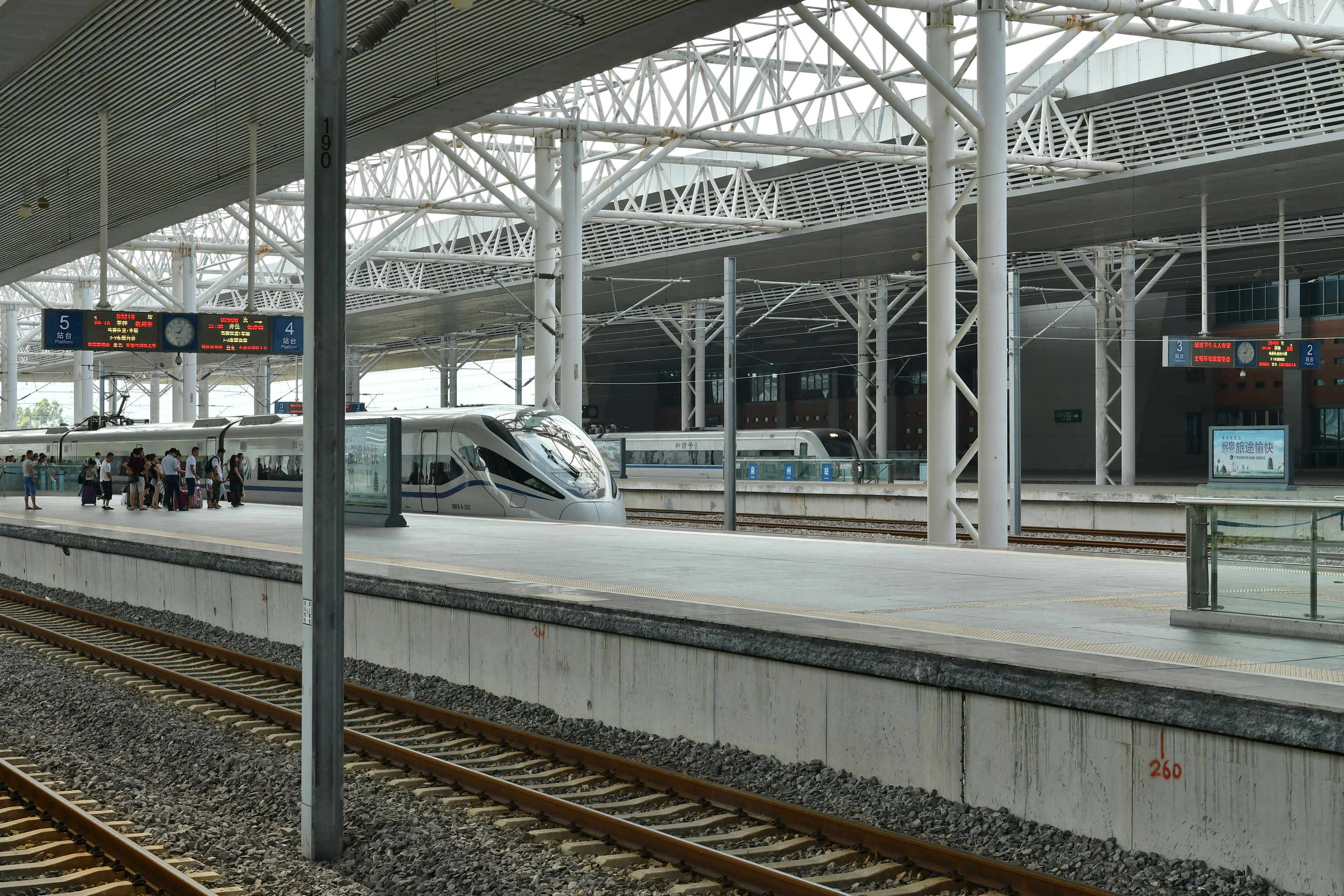
Quanzhou Railway Station Platform

- 7番線の外には通過線が1本ある

| 地上 ３階 | 待合室、プラットホーム | 三階待合室 6、7号待合区          |
| 地上 ３階 | 単式ホーム             |                                  |
| 地上 ３階 | 1番線                  | 福廈線南行 廈門北、深圳北方面→   |
| 地上 ３階 | 2番線                  | 福廈線南行 廈門北、深圳北方面→   |
| 地上 ３階 | 島式ホーム             |                                  |
| 地上 ３階 | 3番線                  | 福廈線南行 廈門北、深圳北方面→   |
| 地上 ３階 | 通過線                 | 福廈線南行 廈門北、深圳北方面→   |
| 地上 ３階 | 通過線                 | ←福廈線北行 福州南、上海虹橋方面 |
| 地上 ３階 | 4番線                  | ←福廈線北行 福州南、上海虹橋方面 |
| 地上 ３階 | 島式ホーム             |                                  |
| 地上 ３階 | 5番線                  | ←福廈線北行 福州南、上海虹橋方面 |
| 地上 ３階 | 6站台                  | ←福廈線北行 福州南、上海虹橋方面 |
| 地上 ３階 | 島式ホーム             |                                  |
| 地上 ３階 | 7站台                  | ←福廈線北行 福州南、上海虹橋方面 |
| 地上 ３階 | 通過線                 | ←福廈線北行 福州南、上海虹橋方面 |

| 地上 ２階 | 待合室 | 駅入口、２階待合室、1-5号待合区 自動チケット受領機、歩道、売店 |

| 地上 １階 | 聯外区 | 駅出口、乗車券販売所、売店 バス停、ミニバス停車場、タクシー停車場 |

## 利用状況
2016年5月現在、当駅始発、到着列車は各種別を含め平日は196本、休日は202本を超えている。

## 歴史
- 2010年4月 - 正式に運営開始した。

## 隣の駅
中国鉄路総公司(CR)
福厦線
惠安駅 - 泉州駅 - 晋江駅